# Ködnitzbach
Der Ködnitzbach ist ein Bach in der Gemeinde Kals am Großglockner (Bezirk Lienz). Der Bach entspringt am Ködnitzkees und mündet südlich von Ködnitz in den Kalserbach.

## Verlauf
Der Ködnitzbach entspringt südlich des Ködnitzkees zwischen Stüdlhütte, Schere, Blaue Köpfe und Lange Wand. Er fließt zunächst in südliche Richtung, passiert die Lucknerhütte und danach die Almflächen mehrerer Almen sowie dem Lucknerhaus. Im Unterlauf biegt der Ködnitzbach nach Südwesten ab, wo er ein Waldtal passiert und unterhalb von Ködnitz in den Kalserbach mündet.